# Aaron Alexandre
Aaron (Albert) Alexandre (en hebreu: אהרון אלכסנדר, nascut entre 1765 i 1768, a Hohenfeld, Francònia, Alemanya – mort el 16 de novembre de 1850, a Londres, Anglaterra) va ser un jugador d'escacs i escriptor jueu, que va tenir les nacionalitats alemanya i francesa.

## Biografia
Aaron Alexandre, bavarès format com a rabí, va arribar a França el 1793. Encoratjat per la política de tolerància religiosa de la República Francesa, s'acollí a la ciutadania francesa. Al principi, va treballar com a professor d'alemany i com a mecànic inventor. Finalment, els escacs es van convertir en la seva principal ocupació.

## Obra
Va tractar de fer un estudi complet de les obertures d'escacs, sobre les quals va publicar Encyclopédie des échecs (Enciclopèdia d'Escacs, París, 1837). Amb aquest llibre, va introduir la notació algebraica i els símbols de l'enroc O-O, O-O-O.
Va continuar amb un estudi d'anàlisi de finals i una recopilació de gairebé dos mil problemes d'escacs, que va publicar el 1846 amb el títol de Collection des plus beaux Problèmes d'Echecs, París, i al mateix temps en traduccions en anglès i alemany: Beauties of Chess, Londres, i Praktische Sammlung bester Schachspiel-Probleme, Leipzig.
Tots dos llibres van ser acceptats com a obres de referència estàndard, la qual cosa demostra els grans coneixements tècnics d'Alexandre. En escacs i en altres activitats, "ell preferia l'erudició a l'actuació pràctica". El 1838, va guanyar un matx contra Howard Staunton a Londres.